# Die Rothausgasse
Die Rothausgasse ("La strada della casa rossa") è un film muto tedesco del 1928 diretto da Richard Oswald con protagonista Grete Mosheim, Gustav Fröhlich e Marija Leiko. Il film fu prodotto dalla succursale tedesca della Universal Pictures e si basa sul romanzo Der heilige Skarabäus (lo scarabeo sacro) di Else Jerusalem, l'edizione statunitense del film è intitolata The green Alley (la strada verde). Fu girato negli studi di registrazione Staaken Studios di Berlino. Gustav A. Knauer e Willy Schiller furono incaricati della direzione artistica dell'opera.